# Olbramice (Morávia-Silésia)
Olbramice é uma comuna checa localizada na região de Morávia-Silésia, distrito de Ostrava.